# Coppa Placci 2001
La Coppa Placci 2001, cinquantunesima edizione della corsa, si svolse l'8 settembre 2001 su un percorso di 195 km. La vittoria fu appannaggio dell'italiano Paolo Bettini, che completò il percorso in 4h51'33", precedendo i connazionali Gianni Faresin e Eddy Mazzoleni.
I corridori che presero il via da Imola furono 153, mentre coloro che tagliarono il traguardo di San Marino furono 58.

## Ordine d'arrivo (Top 10)
| Pos. | Corridore          | Squadra                      | Tempo    |
| ---- | ------------------ | ---------------------------- | -------- |
| 1    | Paolo Bettini      | Mapei-Quick Step             | 4h51'33" |
| 2    | Gianni Faresin     | Liquigas-Pata                | a 2"     |
| 3    | Eddy Mazzoleni     | Tacconi Sport-Vini Caldirola | a 12"    |
| 4    | Cristian Gobbi     | Alessio                      | a 38"    |
| 5    | Daniele Nardello   | Mapei-Quick Step             | a 1'02"  |
| 6    | Uroš Murn          | Mobilvetta-Formaggi Tr.      | a 1'04"  |
| 7    | Ivan Basso         | Fassa Bortolo                | s.t.     |
| 8    | Rubén Lobato       | Cantina Tollo-Acqua & S.     | s.t      |
| 9    | Cristiano Frattini | Liquigas-Pata                | s.t.     |
| 10   | Fabio Bulgarelli   | Team Colpack-Astro           | s.t.     |